# Аббас ибн аль-Ахнаф
Абба́с ибн аль-Ахнаф (араб. عباس بن الأحنف‎; ок. 750, Багдад — 808, там же) — арабский аббасидский поэт-лирик нового направления, отказавшегося от канонизированных норм доисламской поэзии. Был выходцем из арабского племени Бану Ханифа. Был приближен к халифу Харун ар-Рашиду.

## Произведения
Писал исключительно любовно-элегические стихи — газели. На основе стихов Аббаса складывали песни, которые исполнялись придворными певцами. В своих стихах Аббас воспевает «в основном безответную любовь и люди в его произведениях кажутся смирившимися с потерей». Выбираемые им слова простые, а его стиль свободен и лёгок.
Аббас вырос в Багдаде, где стал другом абассидского халифа Харуна ар-Рашида, который нанял его для развлечения во время отдыха. Работы Аббаса были признаны оказавшими влияние на Абдуллаха ибн аль-Мутазза и Абу-ль-Атахию. После смерти его стихи были собраны Zúnbur и Абу-Бакр ас-Сули. Этот сборник получил высокую оценку в аль-Андалусе.